# Miloš Kratochvíl (podnikatel)
Miloš Kratochvíl (* 6. května 1955) je český podnikatel, spolumajitel Skiareálu Lipno v Lipně nad Vltavou.
Vystudoval Stavební fakultu ČVUT. Do roku 1994 pracoval jako projektant. Do roku 2005 byl generálním ředitelem a spolumajitelem 1. JVS a.s., která poté přešla do skupiny Veolia Water. Spolu s architektem Martinem Krupauerem jsou spolumajiteli developerské skupiny Conduco, kam mimo jiné patří Skiareál Lipno, provozní společnost Lipno Servis a polovina společnosti Stezka korunami stromů.
S manželkou Barbarou má dceru Karolínu a syna Matěje.